# Thorogobius
Thorogobius – rodzaj ryb z rodziny babkowatych.

## Klasyfikacja
Gatunki zaliczane do tego rodzaju:

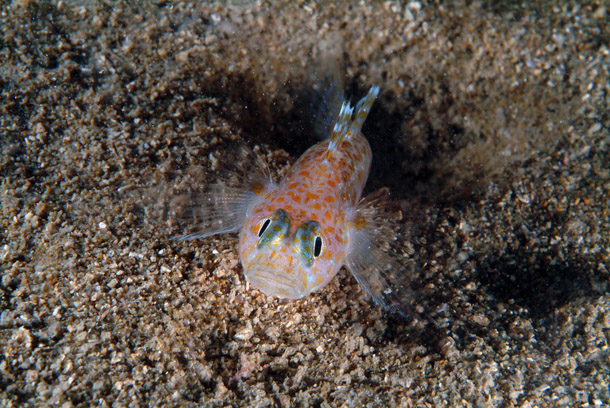
Thorogobius angolensis
- Thorogobius ephippiatus
- Thorogobius macrolepis
- Thorogobius rofeni

- Thorogobius macrolepis